# بریستول فایتر
بریستول فایتر یک خودروی اسپورت تولید شده توسط بریستول کارز است که از سال ۲۰۰۴ تا ۲۰۱۱ تولید می‌شد. این خودرو به‌طور کلی در طبقهٔ خودروی سوپر اسپورت قرار دارد.

## مشخصات
| مدل      | موتور           | حجم موتور                             | حداکثر قدرت                                                                 | حداکثر گشتاور                                         | شتاب ۰—۱۰۰ کیلومتر | سرعت نهایی                                         |
| -------- | --------------- | ------------------------------------- | --------------------------------------------------------------------------- | ----------------------------------------------------- | ------------------ | -------------------------------------------------- |
| فایتر    | وی۱۰            | ۷٬۹۹۴ سانتی‌متر مکعب (۴۸۷٫۸ اینچ مکعب) | ۵۲۵ اسب بخار ترمز (۳۹۱ کیلووات؛ ۵۳۲ اسب بخار متری) @ ۵٬۵۰۰ دور در دقیقه     | ۵۲۵ پوند-فوت (۷۱۲ نیوتن متر) @ ۴۲۰۰ دور در دقیقه      | ۴٫۰ ثانیه          | ۲۱۰ مایل بر ساعت (۳۴۰ کیلومتر بر ساعت)             |
| فایتر اس | وی۱۰            | ۷٬۹۹۴ سانتی‌متر مکعب (۴۸۷٫۸ اینچ مکعب) | ۶۲۸ اسب بخار ترمز (۴۶۸ کیلووات؛ ۶۳۷ اسب بخار متری) @ ۵٬۹۰۰ دور در دقیقه     | ۵۸۰ پوند-فوت (۷۹۰ نیوتن متر) @ ۳٬۹۰۰ دور در دقیقه     | ۴٫۰ ثانیه          | ۲۱۰ مایل بر ساعت (۳۴۰ کیلومتر بر ساعت)             |
| فایتر تی | وی۱۰ توربوشارژر | ۷٬۹۹۴ سانتی‌متر مکعب (۴۸۷٫۸ اینچ مکعب) | ۱٬۰۱۲ اسب بخار ترمز (۷۵۵ کیلووات؛ ۱٬۰۲۶ اسب بخار متری) @ ۵٬۶۰۰ دور در دقیقه | ۱٬۰۳۶ پوند-فوت (۱٬۴۰۵ نیوتن متر) @ ۴٬۵۰۰ دور در دقیقه | ۳٫۵ ثانیه          | ۲۲۵ مایل بر ساعت (۳۶۲ کیلومتر بر ساعت) (محدود شده) |